# 吉田勝次
吉田 勝次（よしだ かつじ、1966年12月19日 - ）は、日本の洞窟探検家兼洞窟写真家。（有）勝建代表取締役、（株）地球探検社代表取締役。一般社団法人日本ケイビング連盟会長。日本探検チーム、J.E.T代表

## 概要
大阪府大阪市東住吉区に生まれる。
子供の頃は生き物が好きで、カブトムシ、ウサギ、リス、トカゲ、ヘビ、ワニ、ゾウガメなど、自宅で100種類以上を飼育していた。飼育には知識が必要なので、一番の愛読書は生物図鑑だった。小学校の友達からは「動物博士」と呼ばれていた。子供の頃の夢は生物学者であった。
中学生の時は鉄道マニアで現在も鉄道車両に乗るのが好きである。
元々は登山を趣味としていたが、やがて既に踏破されてルートもほぼ定められた登山には物足りなさを感じるようになり、1994年に雑誌で参加者を募集していた静岡県と愛知県の県境にある洞窟探検に参加。以降はケイビングを趣味とするようになり、1996年には仲間とともに「Japan Exploration Team」（日本探検チーム、略称J.E.T）を結成する。
2003年の『朝日新聞』記事によると、当時吉田は洞窟探検の魅力について知ってもらうために、岐阜県山県市の鍾乳洞に8年もの間、知人を誘い毎週のように訪れていたという。なおこの記事では吉田の職業を「飲食店経営」としている。
そして2011年1月には一般社団法人「日本ケイビング協会」（Japan Caving Association）を設立し、洞窟探検のガイドやテレビ撮影のガイド・サポート、洞窟ガイド及びレスキューの育成活動、洞窟に関する学術調査などの活動を行っている。同団体は2016年8月に名称変更され、現在は「一般社団法人　日本ケイビング連盟」となっている。
なお吉田は一宮市で建設業を営む有限会社勝建（1998年創業）において代表取締役を務めており、同社には「探検ガイド事業部」として「地球探検社」が置かれていた。また2002年から「地球探検社洞窟ツアー」も主宰している。
2017年に株式会社地球探検社を設立。
2018年に移動できる洞窟が構想され、2023年に吉田が洞窟創作家となって正式に移動式洞窟迷路　クレイジーマインの製作が始まる。
南米ベネズエラのギアナ高地に生きた恐竜がいるという情報を元に2021年に現地に恐竜探検隊（隊長：吉田勝次）が発足されたがコロナ禍になり延期となっている。
洞窟探検とその準備に一年のうち三分の一を費やす。海外遠征も多く、2024年初時点で約30カ国の1000カ所以上の洞窟に潜ったが、狭い所や高所は苦手で、「洞窟の中では一刻も早く外に出たいという気持ちしかない」という。
2024年、ラオスにて人跡未踏の洞窟を探検した事により植村直己冒険賞を受賞

## 著書
- 洞窟ばか（2017年1月、扶桑社）ISBN 978-4-594-07625-2
- 素晴らしき洞窟探検の世界（2017年10月、筑摩書房）ISBN 978-4480069979
- 【写真集】洞窟探検家　CAVE EXPLORER（2018年5月、風濤社）ISBN 978-4892194481
- オレはどうくつ探検家(2018年7月、ポプラ)ISBN 978-4591159064

## 出演

### 映像作品
- クレイジージャーニー vol.1（2016年1月27日発売、TBS/吉本興業）YRBN-91033 - 「恐怖と神秘の洞窟探検」に出演。

### テレビ番組
- TBS「飛び出せ!科学くん」
  - 2011年1月15日 - 沖永良部島の洞窟に同行[4]
  - 2013年5月3日 - 復活スペシャルにて再放送[5]
- テレビ東京「所さんの学校では教えてくれないそこんトコロ!」
  - 2012年4月20日 - 岐阜県内の洞窟に同行[6]
  - 2012年6月22日 - 沖永良部島の洞窟に同行[7]
  - 2012年8月3日 - 青木ヶ原樹海の噴火口跡に同行[8]
  - 2013年7月3日 - 沖永良部島の洞窟に同行[9]
  - 2013年7月26日 - 奈良県内の洞窟に同行[10]
- BSフジ「Earth Walker」
  - 2013年1月2日 - ハワイ編のロケに同行[11]
  - 2015年12月30日 - 再放送[12]
- NHK「サキどり↑」
  - 2013年8月25日 - 岐阜県内の洞窟に同行[13]
- テレビ朝日「よくぞ行きましたTV」
  - 2013年9月20日 - 岐阜県内の洞窟に同行[14]
- テレビ東京「土曜スペシャル」
  - 2013年9月28日 - 沖永良部島の洞窟に同行[15]
- テレビ朝日「マツコ&有吉の怒り新党」
  - 2014年6月18日 - 岐阜県・奈良県・山梨県の洞窟に同行[16]
  - 2016年7月13日 - 奈良県本沢川、岐阜県・藤谷山、鹿児島県・沖永良部島（洞窟）に同行[17]
- フジテレビ「めざましテレビ」
  - 2014年8月15日 - ケイビングガイドとして吉田を紹介[18]
- フジテレビ「日本語探Qバラエティ クイズ!それマジ!?ニッポン」
  - 2014年9月21日 - 沖永良部島の洞窟に同行[19]
- テレビ朝日「ガムシャラ!」
  - 2014年10月19日 - 洞窟に同行[20]
- テレビ朝日「穴をのぞくテレビ」
  - 2015年1月10日 - 山梨県内の洞窟に同行[21]
- TBS 「KAT-TUNの世界一タメになる旅!」
  - 2015年5月2日 - 奈良県の「水廉の滝」に同行[22]
- TBS「クレイジージャーニー」
  - 2015年5月14日 - ゲストとして出演しケイビングの体験談を披露[23]
  - 2015年9月24日 - 総集編にて紹介[24]
- テレビ東京「乃木坂工事中」
  - 2015年7月20日 - 洞窟に同行[25]
- 日本テレビ「ニノさん」
  - 2015年10月11日 - ゲストとして出演しケイビングの体験談を披露[26]
- テレビ朝日「ビートたけしのいかがなもの会」
  - 2016年4月24日 - 洞窟に同行[27]
- テレビ朝日「ナニコレ珍百景」
  - 2016年12月14日 - 岩手県下閉伊郡岩泉町の洞窟に同行[28]
- フジテレビ「明日あいたい島村さん」
  - 2017年1月7日 - 奈良・上北山村の洞窟に同行[29]
- フジテレビ「バディーズ〜私と大切な仲間たち〜」
  - 2017年2月2日 - 番組にて紹介[30]
- 毎日放送「情熱大陸」
  - 2017年6月11日
- NHK「有吉のお金発見 突撃!カネオくん」
  - 2021年10月16日
- BS-TBS「アドベンチャー魂」#5「洞窟探検」
  - 2021年11月2日[29]
- TBS「ジャンクスポーツ」
  - 2022年3月16日
- TBS「マツコの知らない世界」
  - 2022年7月26日
- TBS「クレイジージャーニー」
  - 2023年2月13日、20日
- NHK「有吉のお金発見 突撃!カネオくん」
  - 2023年6月3日
- TBS「クレイジージャーニー」
  - 2024年2月6日、12日
- NHK「有吉のお金発見 突撃!カネオくん」
  - 2024年3月16日

## 論文
- 柏木健司・吉田勝次ほか「石灰岩洞窟の地質探検――三重県大宮町の阿曽カルスト」『地質ニュース』592号、2003年、44-48頁。
- 柏木健司・吉田勝次ほか「紀伊半島東部の霧穴（石灰岩洞窟）の地下地質と阿曽カルストの地質構造（予察）」『福井県立恐竜博物館紀要』6巻、2007年6月、25-44頁。
- 阿部勇治・柏木健司・吉田勝次「富山県黒部峡谷におけるキクガシラコウモリの記録」『富山の生物』51巻、2012年、71-78頁。
- 柏木健司・瀬之口祥孝・阿部勇治・吉田勝次「富山県黒部峡谷の鐘釣地域のサル穴（鍾乳洞）」『地質学雑誌』118巻2号、2012年、521-526頁。